# Juba I
Juba I (ok. 85 p.n.e. - 46 p.n.e.) - król Numidii. Syn Hiempsala II, ojciec Juby II. Tron objął prawdopodobnie pomiędzy 63 a 50 r. p.n.e. W czasie wojny domowej w Rzymie (49-48 p.n.e.) stanął po stronie Pompejusza. Popełnił samobójstwo po ostatecznym zwycięstwie Cezara nad zwolennikami Pompejusza pod Tapsus (46 p.n.e.).

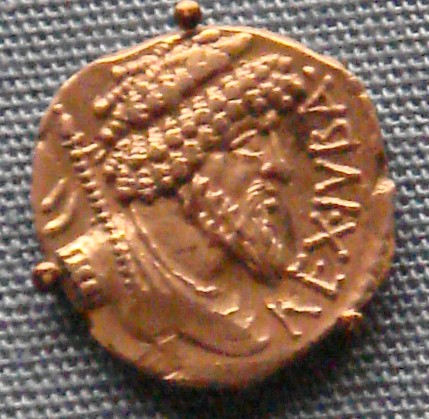
Denar Juby I wybity dla wsparcia Pompejusza przeciw Cezarowi

W roku 81 p.n.e. Hiempsal został zrzucony z tronu, ale wkrótce Sulla wysłał do Afryki Pompejusza z zadaniem przywrócenia Hiempsala jako króla Numidii. Była to przyczyna, dla której Hiempsal, a następnie Juba I, stali się sprzymierzeńcami Pompejusza. Przymierze uległo umocnieniu podczas wizyty Juby w Rzymie, gdzie Cezar znieważył go publicznie targając za brodę, a następnie w roku 50 p.n.e., kiedy to trybun Gajusz Skryboniusz Kurion otwarcie zaproponował prywatną sprzedaż Numidii. W sierpniu 49 r. p.n.e. Cezar wysłał Kuriona do Afryki z zadaniem odebrania prowincji republikanom. Zbyt pewny siebie namiestnik prowincji, Publiusz Attiusz Warus, nie docenił Kuriona. W bitwie nad Bagradas (49 p.n.e.) Kurion poprowadził swe legiony do otwartego ataku w górę stoku, szybko pokonał armię Warona, a jego samego ranił. Zachęcony łatwym zwycięstwem Kurion – bez pewnych danych wywiadowczych – rzucił się na oddział numidyjski, który zdał mu się niewielkimi siłami posiłkowymi Juby. W rzeczywistości w pobliżu znajdowały się główne siły armii królewskiej, które teraz wciągnęły legionistów Kuriona w zasadzkę wybiły niemal do nogi; król Juba wziął kilku schwytanych senatorów ze sobą do Numidii, gdzie zostali wystawieni na wygląd publiczny, a następnie straceni.
Kiedy wreszcie w Afryce zjawił się osobiście Cezar, Juba najpierw planował połączyć swe siły z wojskiem Scypiona Metellusa Nazyki, ale jego kraj został najechany od zachodu przez sprzymierzeńca Cezara Bocchusa II. Nie mając innego wyjścia zostawił na tyłach zaledwie 30 słoni i ruszył na ratunek. Nie ubiegł jednak daleko.
Scypion wiedząc, że ma za mało wojsk, wezwał Jubę do powrotu. Król podjął natychmiastową decyzję – obronę kraju powierzył swemu doświadczonemu wodzowi Saburze i dołączył do Scypiona na czele 15 tysięcy piechoty, 1000 konnicy i 30 słoni, by wziąć udział w bitwie pod Tapsus, ale zatrzymał się w pewnej odległości od obozu Scypiona. Widząc klęskę tego ostatniego rzucił się na czele swych ludzi do ucieczki. Towarzyszył mu rzymski wódz Petreius. Gdy zorientowali się, że wszystkie drogi odwrotu zostały odcięte zdecydowali, że – by nie dostać się żywcem w ręce wroga – odbędą honorowy, samobójczy pojedynek, którym to sposobem każdy miał ponieść chwalebną śmierć. Prawdopodobnie Petreius zabił Jubę, po czym, przy pomocy niewolnika, sam popełnił samobójstwo.